# Чемпель, Иосиф
Ио́сиф Че́мпель (пол. Józef Czempiel, 21 сентября 1883, Пекары-Слёнске — 4 мая 1942, Дахау, Бавария) — блаженный Римско-католической церкви, священник, монах, мученик. Входит в число 108 блаженных польских мучеников, беатифицированных римским папой Иоанном Павлом II во время его посещения Варшавы 13 июня 1999 года.

## Биография
Обучался во Вроцлавском Теологическом Университете с 1904 по 1907 год. 22 июня 1908 года был рукоположён в священника епископом Георгом Коппом. Был одним из первых инициаторов пастырской работы в Польше для больных алкоголизмом и их семей.
В 1919 году организовал Польский Плебисцитный Комитет. Вместе со священником Эмилем Шрамеком издал книгу «Das Recht auf die Muttersprache im Lichte des Christentums» под псевдонимом «Makkabaeus».
В 1922 году был назначен администратором прихода Успение Богородицы в городе Хожуве. В приходе издавал периодическое издание «Wiadomości Parafialne» («Приходские Ведомости» как приложение к известному польскому изданию «Gość Niedzielny» («Воскресный Гость»). Во время экономического кризиса и массовой безработицы организовал в приходе специальный комитет помощи нуждающимся. За свою деятельность в 1932 году был награждён орденом «Золотой Крест Заслуги».
13 апреля 1940 года был арестован оккупационными немецкими властями и интернирован в концентрационный лагерь Дахау, где погиб 4 мая 1942 года.

## Прославление
13 июня 1999 года был беатифицирован римским папой Иоанном Павлом II вместе с другими польскими мучениками Второй мировой войны.
День памяти — 12 июня.

## Источник
- Kurek Jacek, Hojka Zbigniew, Śląski Machabeusz -ks. Józef Czempiel i jego parafia, Chorzów 1997.
- Myszor Jerzy, Sługa Boży ks. Józef Czempiel (1883—1942), [w:] Męczennicy za wiarę 1939—1945, pr. zb., Warszawa 1996, s. 89-95